# Ochsenturm (Höchst)

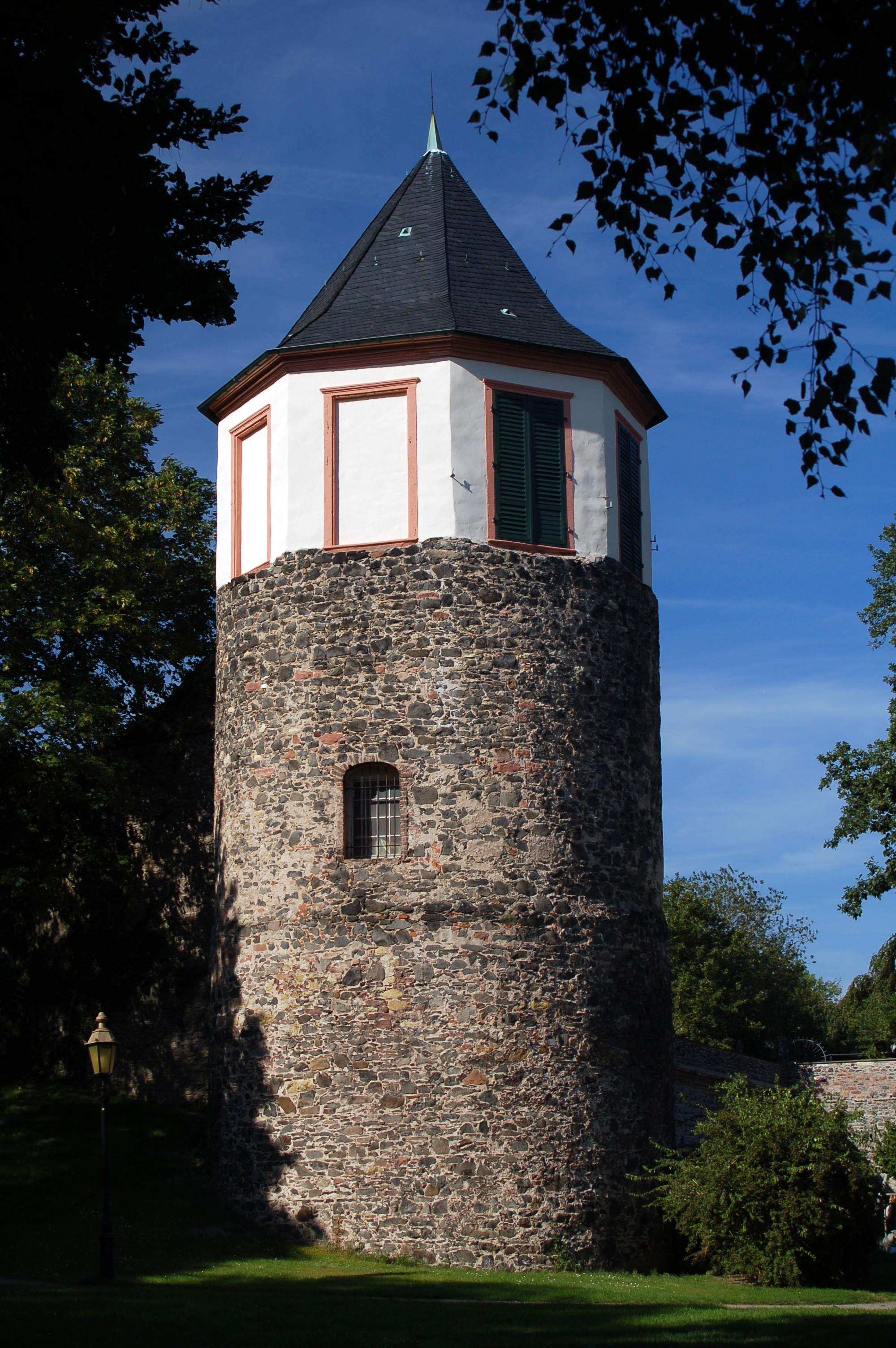
Der Ochsenturm nach der Renovierung im Herbst 2006

Der Ochsenturm im Frankfurter Stadtteil Höchst ist ein Teil der Stadtbefestigung der ehemaligen Stadt Höchst am Main.
Der Turm befindet sich an der Südwestecke der Höchster Stadtmauer. Der Ochsenturm ist nicht öffentlich zugänglich. Er ist Teil des Gartens des Neuen Schlosses und wird von dessen Pächter gastronomisch genutzt.

## Beschreibung

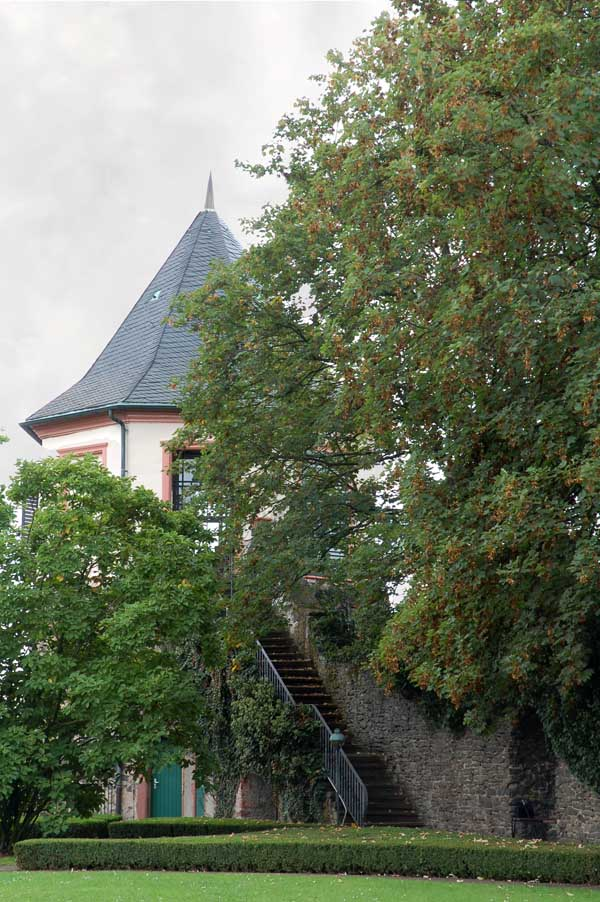
Blick von der Gartenseite des Neuen Schlosses

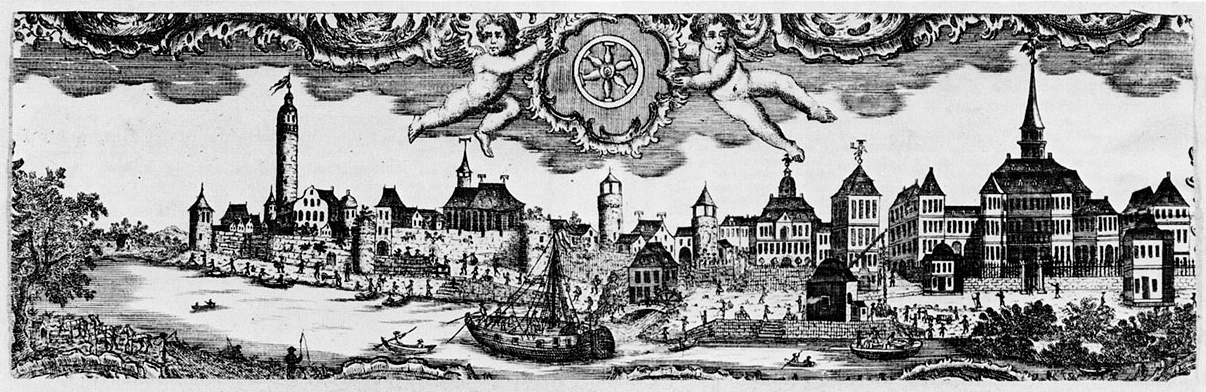
Höchst gegen Ende des 18. Jh.
der Ochsenturm ist in seiner unveränderten Form links im Bild zu erkennen

Der etwa 15 Meter hohe dreigeschossige Rundturm ist aus groben Natursteinen gemauert. Der untere Teil ist unverputzt. Das achteckige Obergeschoss mit dem Turmzimmer wurde im Lauf der Renovierung im Herbst 2006 verputzt. Ein Teil der Turmfenster im Obergeschoss ist vermauert. Abgeschlossen ist der Turm durch ein achteckiges, schiefergedecktes Zeltdach, das von einer Kupferspitze gekrönt ist.
Der Zugang zum Turmzimmer erfolgt über eine schmale Steintreppe auf der Innenseite der westlichen Höchster Stadtmauer. Die Innenwände des  Turmzimmers sind mit einfachen Sujetmalereien verziert, die Szenen aus der Höchster Geschichte zeigen. Der Raum ist mit Rundtischen, Bänken, Stühlen und Vitrinen aus den 1970er Jahren möbliert. Er kann für Veranstaltungen gemietet werden.

## Geschichte
Ursprünglich war der Ochsenturm ein freistehender Wartturm, der nach der Art seines Mauerwerks wahrscheinlich aus dem 13. Jahrhundert stammt. Er stand vor der ehemaligen gotischen Zollburg, die der Vorläufer des im 16. Jahrhundert erbauten Höchster Schlosses war.
Höchst wurde 1355 zur Stadt erhoben, in den folgenden Jahren wurde eine einfache Stadtbefestigung gebaut. 1396 zerstörten im Streit um den Höchster Mainzoll die Ritter von Kronberg im Auftrag des Frankfurter Rats die Stadt und die Burg Höchst. In den Jahren bis 1432 erfolgten der Wiederaufbau der Burg und der Stadtbefestigung sowie eine erste Erweiterung der Stadt. Dabei wurde der Ochsenturm als Wehrturm in die neue mainseitige Stadtmauer mit einbezogen. Dies ist an der Art des Mauerwerks und dem Verlauf der in diesem Bereich erhaltenen Stadtmauern zu erkennen, die spitzwinkelig auf den Turm zulaufen. 
Über die Jahrhunderte erfuhr der Ochsenturm keine wesentlichen baulichen Veränderungen, wie alte bildliche Darstellungen von Höchst verdeutlichen. Im 19. Jahrhundert wurden die Höchster Stadtmauern abgebrochen, um der Stadt Raum zur Ausdehnung zu verschaffen. Es blieb nur die mainseitige Mauer mit drei Türmen erhalten. Hier bestand keine Möglichkeit der Stadterweiterung, zudem diente die Mauer bis zur Kanalisierung des Mains als Hochwasserschutz.